# TQL Stadium
El TQL Stadium, originalmente West End Stadium, es un estadio de fútbol ubicado en la ciudad de Cincinnati, estado de Ohio, Estados Unidos. El estadio está ubicado en el vecindario de West End, donde estaba emplazado el antiguo Stargel Stadium demolido en 2018. El estadio cuenta con una capacidad para 26.000 espectadores y es el campo del FC Cincinnati, que juega en la Major League Soccer (MLS).

## Historia
El estadio se propuso en 2016, como parte de la oferta de la ciudad de Cincinnati para obtener una franquicia de expansión en la MLS. Se presentó una lista de sitios con la oferta en enero de 2017 y luego se redujo a tres candidatos: en Oakley, West End y Newport, Kentucky. El sitio en West End fue elegido a principios de 2018 y aprobado en abril del mismo año en un acuerdo de intercambio de tierras con las Escuelas Públicas de Cincinnati. El 29 de mayo de 2018, la MLS anunció que Cincinnati había ganado un equipo de expansión, que comenzó a jugar en la temporada de 2019 en el Nippert Stadium, para mudarse al nuevo estadio una vez esté terminado en 2021.
TQL Stadium fue diseñado por Populous, MEIS Architects y Elevar Design Group. Turner Construction fue contratado como contratista general, trabajando junto con Jostin Construction, El nuevo estadio TQL comenzó su construcción el 18 de diciembre de 2018 con la ceremonia de colocación de la primera piedra, a la que asistieron el comisionado de la liga Don Garber y funcionarios locales. 
La ceremonia de inauguración del estadio tuvo lugar el 1 de mayo de 2021 y fue sede de su primer partido de temporada regular el 16 de mayo entre FC Cincinnati y el Inter Miami CF.
El 21 de abril de 2021, Total Quality Logistics (TQL) una de las firmas de logística y transporte carga más grandes de EE. UU. con sede en Cincinnati, fue nombrada patrocinador de los derechos de nombre del estadio por el FC Cincinnati, tras haber llegado a un acuerdo a largo plazo con el club.

### Copa Mundial de Clubes de la FIFA 2025
| Fecha               | Fase                     | Equipo            |                      | Resultado |                          | Equipo            | Espectadores |
| ------------------- | ------------------------ | ----------------- | -------------------- | --------- | ------------------------ | ----------------- | ------------ |
| 15 de junio de 2024 | Fase de grupos - Grupo C | Bayern Múnich     | Bandera de Alemania  | 10:0      | Bandera de Nueva Zelanda | Auckland City     | 21 152       |
| 21 de junio de 2025 | Fase de grupos - Grupo F | Mamelodi Sundowns | Bandera de Sudáfrica | 3:4       | Bandera de Alemania      | Borussia Dortmund | 14 006       |